# Männedorf
Männedorf (gzu. Mänidorf) – miejscowość i gmina (Politische Gemeinde) w północnej Szwajcarii, w kantonie Zurych, w okręgu (Bezirk) Meilen. Leży nad Jeziorem Zuryskim.

## Demografia
W Männedorfie mieszka 11 437 osób. W 2021 roku 21% populacji gminy stanowiły osoby urodzone poza Szwajcarią.

## Transport
Przez teren gminy przebiega droga główna nr 17.